# Góbi-Utgál járás
Góbi-Utgál járás (mongol nyelven: Говь-Угтаал сум) Mongólia Közép-Góbi tartományának egyik járása. Területe 2700 km². Népessége kb. 1850 fő.
Székhelye, Hadzsú Usz (Хажуу Ус) 100 km-re fekszik Mandalgobi tartományi székhelytől.